# Ceres (Italia)
Ceres (AFI: /ˈʧɛres/, Céres /ˈʧerez/ in piemontese, Sèress in francoprovenzale; dal 1937 al 1947 Cere) è un comune italiano di 985 abitanti della città metropolitana di Torino in Piemonte.

## Geografia fisica
Il comune si trova nelle Valli di Lanzo, alla confluenza della Val grande di Lanzo e della Val d'Ala, a nord-ovest del capoluogo piemontese.

## Origini del nome
Il nome venne italianizzato durante il regime fascista in Cere, denominazione ufficiale dal 1937 al 1947.
Secondo una tradizione popolare il nome deriverebbe dalla dea delle messi Cerere, raffigurata nello stemma comunale, o dall'abbondanza  di ciliegi selvatici (ceresetum). Altri sostengono una provenienza dal nome personale latino Cirrus.

## Storia
Il 14 aprile 1577 fu infeudato del territorio Filippo I d'Este.

## Monumenti e luoghi d'interesse
- Chiesa parrocchiale dell'Assunzione di Maria Vergine
- Santuario di Santa Cristina
- Campanile romanico di Santa Marcellina, a base quadrata, alto 21 metri, superstite di complesso parrocchiale crollato per una frana [8]
- Grande Albergo Miravalle, costruito nel 1870 per accogliere il turismo nella cittadina e funzionante sino al 1978. Attualmente si presenta come un rudere recintato, in attesa di una completa ristrutturazione od una riconversione funzionale attesa da molto tempo

## Società

### Evoluzione demografica
In cento anni, dal 1921 ad oggi, il Comune ha perso il 50 % dei suoi abitanti.
Abitanti censiti

### Etnie e minoranze straniere
Secondo i dati Istat al 31 dicembre 2017, i cittadini stranieri residenti a Ceres sono 102, così suddivisi per nazionalità, elencando per le presenze più significative:
1. Romania, 41

## Infrastrutture e trasporti

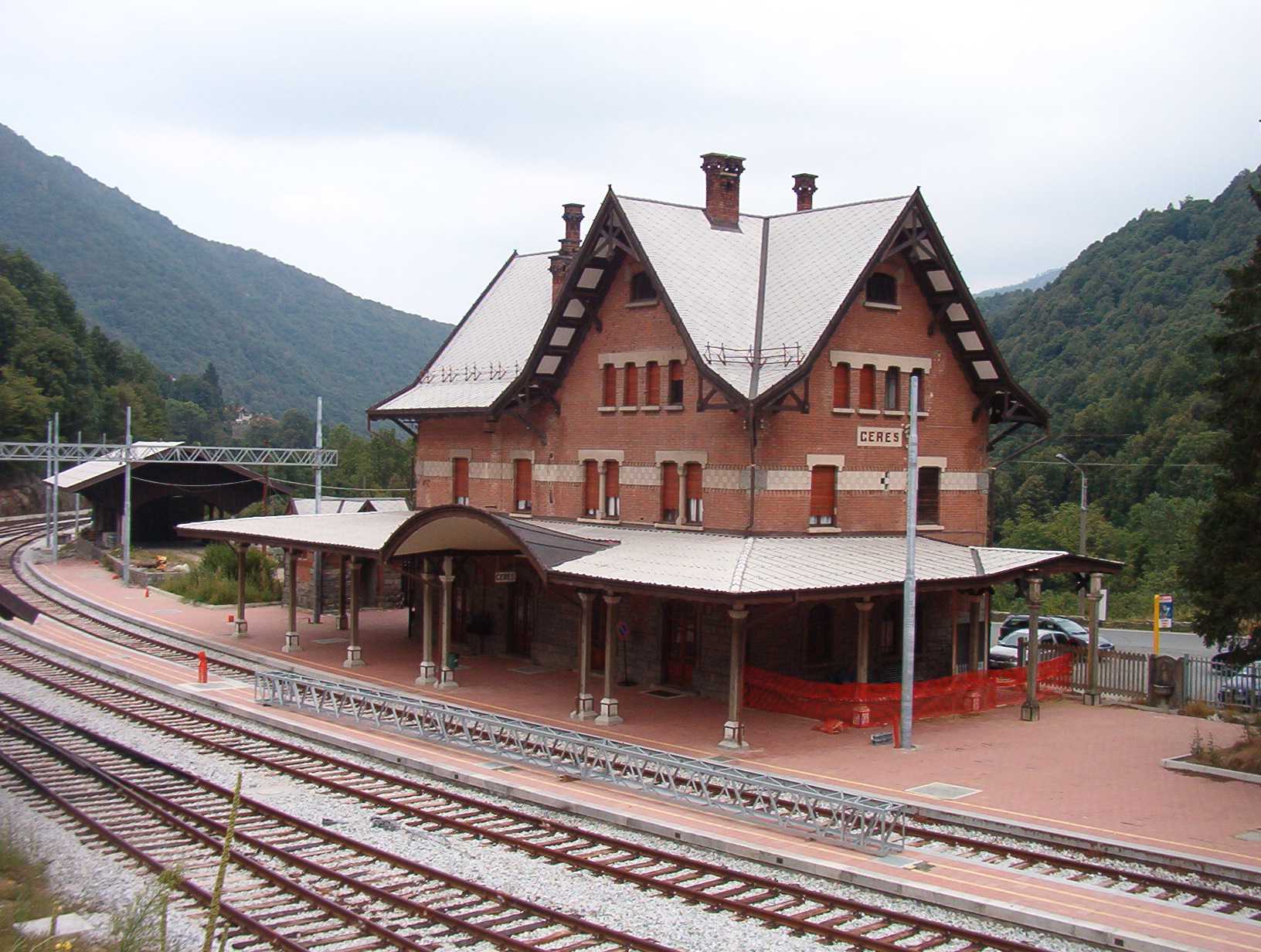
Stazione di arrivo della Ferrovia Torino-Ceres

La stazione di Ceres è capolinea della ferrovia proveniente da Torino, ex ferrovia concessa, gestita, a partire dal 2024, da Rete Ferroviaria Italiana. L'impianto è chiuso al servizio passeggeri in quanto la tratta proveniente dalla stazione di Germagnano è coperta da autoservizi sostitutivi.
Nel territorio comunale, la ferrovia percorre un tracciato parallelo a oriente della Stura di Lanzo che viene scavalcata da un viadotto in prossimità della stazione di Mezzenile. Poco prima di raggiungere la stazione di Ceres, la linea scavalca con un altro viadotto la Stura di Valgrande.

## Amministrazione

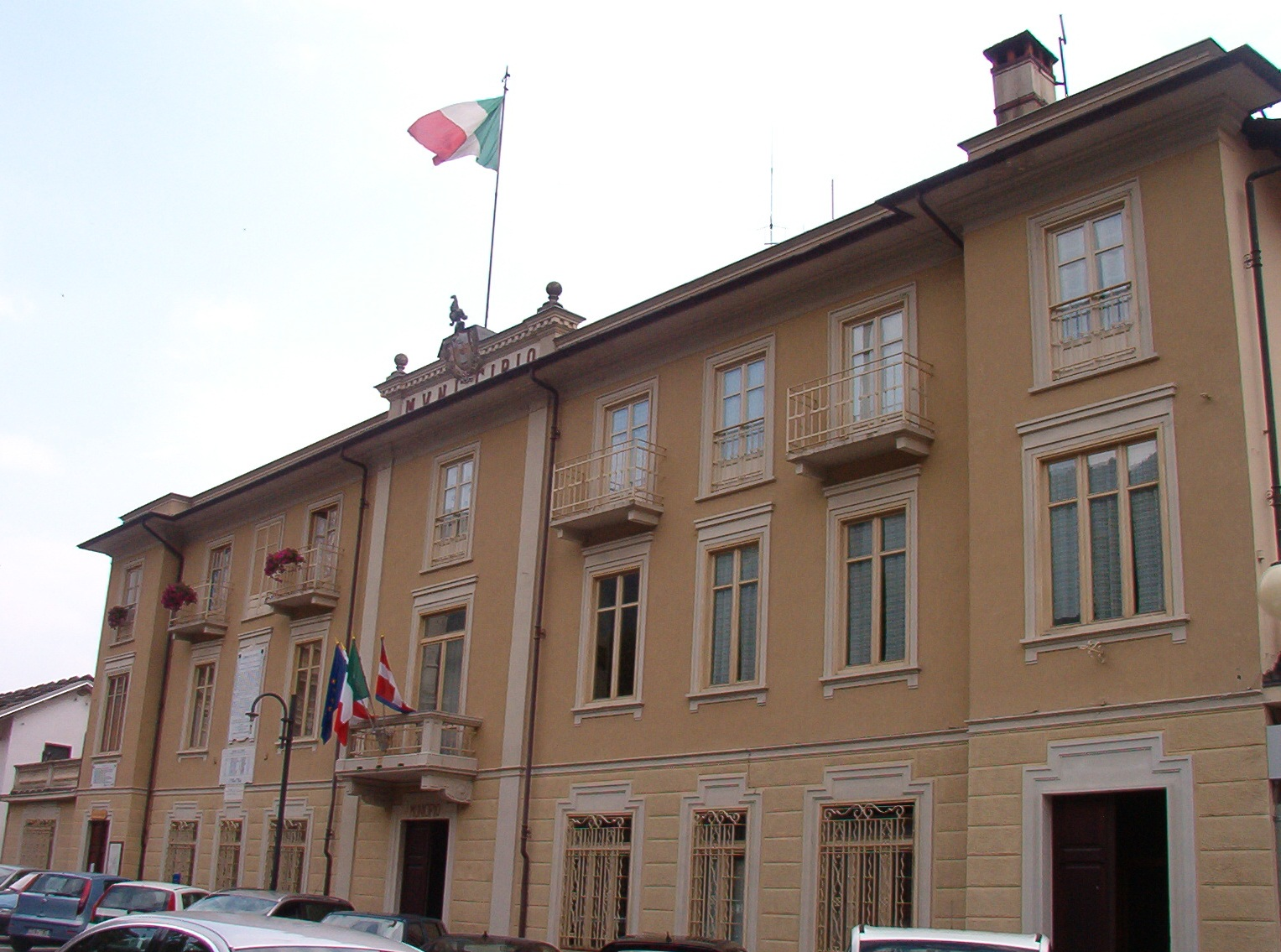
Il municipio

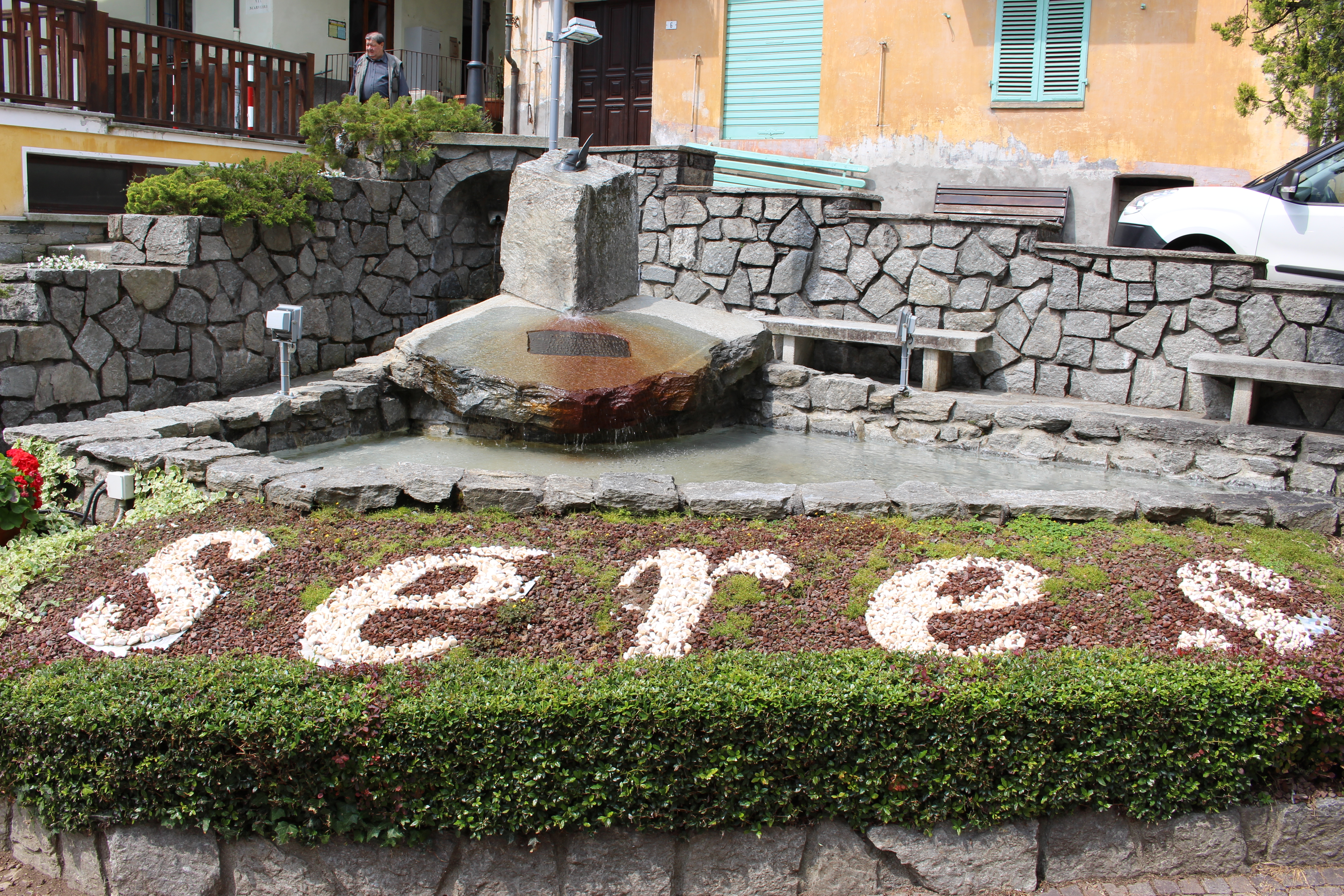
Fontana situata nella piazza principale del comune

| Periodo | Periodo   | Primo cittadino        | Partito                        | Carica  | Note |
| ------- | --------- | ---------------------- | ------------------------------ | ------- | ---- |
| 1988    | 1993      | Venceslao Buggia       | lista civica                   | Sindaco |      |
| 1993    | 1997      | Sergio Eboli           | lista civica                   | Sindaco |      |
| 1997    | 2001      | Giovanni Battista Poma | lista civica                   | Sindaco |      |
| 2001    | 2006      | Sergio Eboli           | Centro Cristiano Democratico   | Sindaco |      |
| 2006    | 2011      | Giovanni Battista Poma | centro                         | Sindaco |      |
| 2011    | in carica | Davide Eboli           | lista civica Vecchio campanile | Sindaco |      |

### Altre informazioni amministrative
Ceres fa parte dell'Unione Montana Alpi Graie, ex Comunità montana Valli di Lanzo, Ceronda e Casternone.

## Economia
Nel territorio comunale è presente un impianto per la produzione di energia idroelettrica.
Il paese vive di un turismo residenziale, per la presenza di molte abitazioni adibite a seconda casa, con provenienza degli abitanti dall'area del Torinese, specie nel periodo estivo.